# Samojedische Völker
Der Begriff samojedische Völker (Samodi-Völker, Samojeden, Samojadj) bezeichnet jene Völker, Bevölkerungen oder Menschengruppen, die in der Geschichte und in der Gegenwart samojedische Sprachen verwendeten und verwenden. Fasst man sie mit den sprachlich verwandten finno-ugrischen Völkern zusammen, so ist auch von uralischen Sprachen oder der uralischen Völkerfamilie die Rede. 
Die samojedischen Völker gehören bis zur Gegenwart zu den von der russischen Verfassung geschützten indigenen Völkern des russischen Nordens.

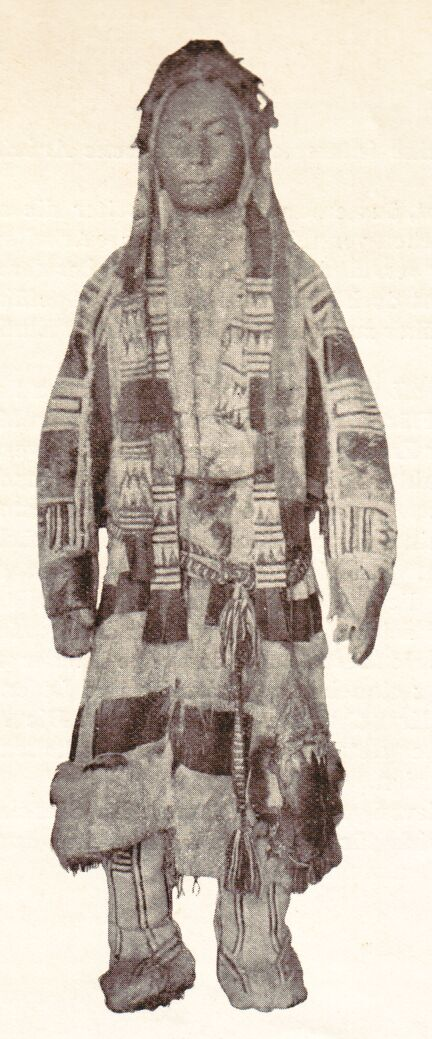
Samojede (ca. vor 1906)

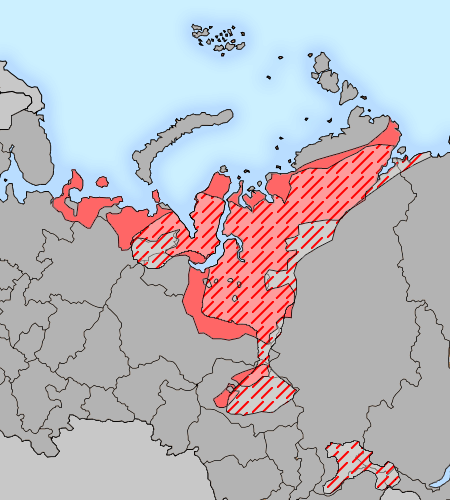
Verbreitung der Samojeden im 17. Jahrhundert (rot strichliert) und im 20. Jahrhundert (rot)

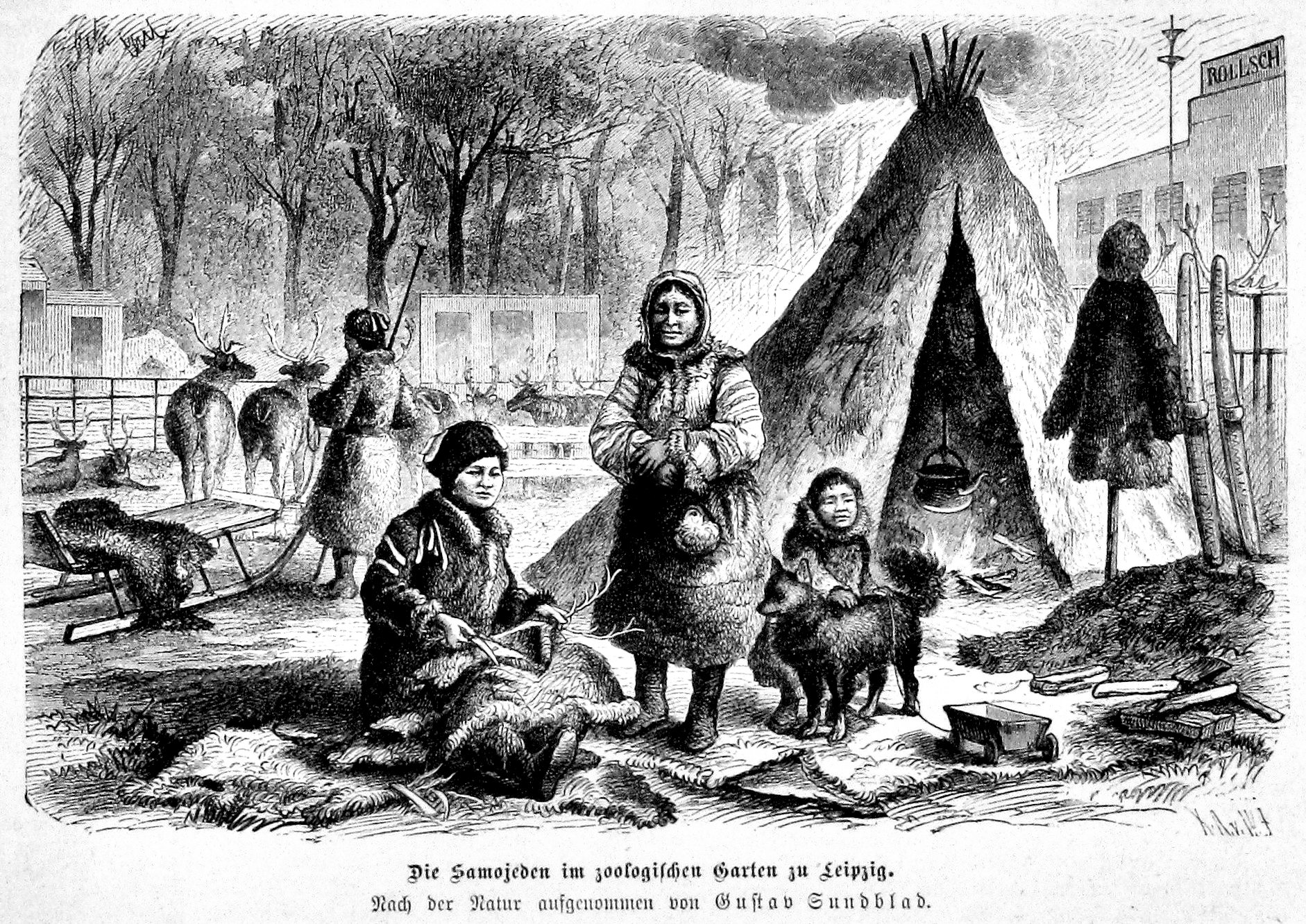
Samojeden als Völkerschau um 1880 im Zoologischen Garten Leipzig

## Begriff
Der Name Samojede (Samojad', Samojed) ging in die russische Sprache ein als volksetymologische Abwandlung des selbst-referentiellen Saamod, Saamid. Nach dieser russischen Volksetymologie kann Samojede etwa als „der, der sich selbst verzehrt“ übersetzt werden. Wohl deshalb werden die Samojeden in einem Reisebericht aus dem Jahre 1670 als Kannibalen beschrieben. Tatsächlich ist das erste Element des Ethnonyms etymologisch mit den Eigenbezeichnungen der Finnen (suomi) und der Samen (sami) – mit der vermutlichen Bedeutung „Sumpfleute“ – identisch. Der Begriff ist auch ethnologisch umstritten.

## Ethnien und Lebensweise
Zu den samojedischen Völkern gehören 
- Nenzen (Jurak-Samojeden, Juraken),
- Enzen,
- Nganasanen (Tawgi-Samojeden)
- Selkupen.

Letztere bilden den Rest der Süd-Samojeden, die bis ins 19. Jahrhundert in Teilen Mittel- und Süd-Sibiriens lebten. Die ebenfalls südsamojedischen Matoren (oder Motoren) und Kamassen sind heute ausgestorben. Auch Teile der Vorfahren sibirischer Turkvölker gehörten zu den Samojeden.
Die Nenzen leben auf der Halbinsel Jamal und im Nordosten des europäischen Russland. Zu den Nganasanen (oder Tawgg- und Awam-Samojeden) gehören nur etwa tausend Menschen. Sie leben zwischen dem unteren Jenissej und dem Chatangagolf auf der Taimyrhalbinsel.
Bei den unter dem Oberbegriff Samojeden zugefassten Völkern handelt sich um Ethnien, die ursprünglich als Nomaden lebten und sich von ihren Rentierherden, von Fischfang und von der Jagd ernährten. Heutzutage sind sie weitgehend sesshaft. Obwohl sie von der Russisch-Orthodoxen Kirche und den Altgläubigen teilweise schon seit dem 16. Jahrhundert christianisiert wurden, haben sich schamanische Praktiken und Konzepte bis ins 20. Jahrhundert erhalten.

## Rezeption
Die frühesten bekannten mitteleuropäischen Berichte über Samojeden stammen von Adam Olearius aus dem Jahr 1647, von Adam Brand im Jahr 1696 und von Tooke 1779, die das Volk besucht hatten.
Das Volk der Samojeden wird kurz erwähnt in Immanuel Kants Zum ewigen Frieden. Ein philosophischer Entwurf (Königsberg, 1795). Eine weitere kurze Erwähnung findet sich in Friedrich Engels Der Ursprung der Familie, des Privateigentums und des Staats im Kapitel Die Gens bei Kelten und Deutschen.
1883 berichtete die Gartenlaube über eine Gruppe von Samojeden, die zu ihrer Zurschaustellung verschiedene deutsche Städte bereisten.
Im Fantasy-Roman bzw. -Film Der Goldene Kompass werden Samojeden als kinderraubende Jäger diskreditiert.